# Julius Dreger
Julius Dreger (dréger), avstrijski geolog, * 19. september 1861, Trst, † 30. september 1945, Köningstatten, Avstrija.
Iz geologije je 1887 doktoriral na dunajski univerzi in bil glavni geolog avstrijskega državnega geološkega zavoda. Kot terenski geolog je raziskoval tudi na slovenskem Štajerskem. Izdelal je geološki karti Ptuj-Vinica s tolmačem (1898) in Rogatec-Kozje s tolmačem (1920).